# Elacatis robustus
Elacatis robustus is een keversoort uit de familie platsnuitkevers (Salpingidae). De wetenschappelijke naam van de soort werd in 1945 gepubliceerd door Maurice Pic.